# Stephanie Rottier
Pour les articles homonymes, voir Rottier (homonymie).
Stephanie Rottier, née le 22 janvier 1974, est une joueuse de tennis néerlandaise, professionnelle entre 1990 et 1998.
Elle a remporté 3 titres ITF : un en simple (Séoul en 1996) et deux en double.
Elle réalise sa meilleure saison en 1993 en atteignant tout d'abord les demi-finales à Indian Wells puis les huitièmes à Miami en éliminant Julie Halard, 20e mondiale et enfin la finale à Tokyo. Ses bonnes performances lui permettent d'être sélectionnée pour la Coupe de la Fédération. Elle y remporte deux matchs en simple au premier et deuxième tours mais s'incline contre Conchita Martinez en quart de finale. Elle conclut l'année sur une demi-finale à Zurich.

## Palmarès

### Titre en simple dames
Aucun

### Finale en simple dames
| No | Date       | Nom et lieu du tournoi    | Catégorie | Dotation  | Surface    | Vainqueure  | Score    |          |
| -- | ---------- | ------------------------- | --------- | --------- | ---------- | ----------- | -------- | -------- |
| 1  | 05/04/1993 | Suntory Japan Open, Tokyo | Tier III  | 150 000 $ | Dur (ext.) | Kimiko Date | 6-1, 6-3 | Parcours |

### Titre en double dames
Aucun

### Finale en double dames
| No | Date       | Nom et lieu du tournoi | Catégorie | Dotation  | Surface    | Vainqueures               | Partenaire    | Score    |          |
| -- | ---------- | ---------------------- | --------- | --------- | ---------- | ------------------------- | ------------- | -------- | -------- |
| 1  | 25/09/1995 | Nokia Open Pékin       | Tier IV   | 107 500 $ | Dur (ext.) | Claudia Porwik Linda Wild | Wang Shi-Ting | 6-1, 6-0 | Parcours |

## Parcours en Grand Chelem

### En simple dames
| Année | Open d'Australie | Open d'Australie  | Internationaux de France | Internationaux de France | Wimbledon       | Wimbledon      | US Open         | US Open          |
| ----- | ---------------- | ----------------- | ------------------------ | ------------------------ | --------------- | -------------- | --------------- | ---------------- |
| 1991  | 1er tour (1/64)  | C. Toleafoa       | 1er tour (1/64)          | Florencia Labat          | -               | -              | 1er tour (1/64) | Sara Gomer       |
| 1992  | -                | -                 | 1er tour (1/64)          | Karin Kschwendt          | -               | -              | 1er tour (1/64) | Lori McNeil      |
| 1993  | 1er tour (1/64)  | Conchita Martínez | 1er tour (1/64)          | Sabine Hack              | 1er tour (1/64) | Judith Wiesner | 1er tour (1/64) | Wang Shi-Ting    |
| 1994  | 1er tour (1/64)  | Gabriela Sabatini | 2e tour (1/32)           | Steffi Graf              | -               | -              | 1er tour (1/64) | Nathalie Tauziat |
| 1995  | 1er tour (1/64)  | Manon Bollegraf   | 1er tour (1/64)          | Meike Babel              | 1er tour (1/64) | Amy Frazier    | 1er tour (1/64) | Amy Frazier      |

À droite du résultat, l’ultime adversaire.

### En double dames
| Année | Open d'Australie | Open d'Australie | Internationaux de France      | Internationaux de France | Wimbledon | Wimbledon | US Open | US Open |
| ----- | ---------------- | ---------------- | ----------------------------- | ------------------------ | --------- | --------- | ------- | ------- |
| 1996  | -                | -                | 1er tour (1/32) N. Jagerman   | K. Nagatsuka Ai Sugiyama | -         | -         | -       | -       |
| 1998  | -                | -                | 1er tour (1/32) Petra Kamstra | A. Kournikova L. Neiland | -         | -         | -       | -       |

Sous le résultat, la partenaire ; à droite, l’ultime équipe adverse.

### En double mixte
| Année | Open d'Australie | Open d'Australie | Internationaux de France  | Internationaux de France | Wimbledon | Wimbledon | US Open | US Open |
| 1996  | -                | -                | 2e tour (1/16) M. Barnard | K. Boogert A. Olhovskiy  | -         | -         | -       | -       |

Sous le résultat, le partenaire ; à droite, l’ultime équipe adverse.

## Parcours en Coupe de la Fédération
| #                                                                  | Date       | Lieu      | Surface      | Gagnante(s)       | Perdante(s)       | Score     |          |
|                                                                    |            |           |              |                   |                   |           |          |
| 1993 - 1er tour (groupe mondial) - Croatie - Pays-Bas - 0 : 3      |            |           |              |                   |                   |           |          |
| 1                                                                  | 20/07/1993 | Francfort | Terre (ext.) | Stephanie Rottier | Maja Murić        | 6-2, 6-0  | Parcours |
|                                                                    |            |           |              |                   |                   |           |          |
| 1993 - 2e tour (groupe mondial) - Lettonie - Pays-Bas - 0 : 3      |            |           |              |                   |                   |           |          |
| 2                                                                  | 21/07/1993 | Francfort | Terre (ext.) | Stephanie Rottier | Oksana Bushevitsa | 6-4, 6-2  | Parcours |
|                                                                    |            |           |              |                   |                   |           |          |
| 1993 - 1/4 de finale (groupe mondial) - Espagne - Pays-Bas - 3 : 0 |            |           |              |                   |                   |           |          |
| 3                                                                  | 23/07/1993 | Francfort | Terre (ext.) | Conchita Martínez | Stephanie Rottier | 7-63, 6-3 | Parcours |

## Classements WTA en fin de saison

### En simple
| Année | 1990 | 1991 | 1992 | 1993 | 1994 | 1995 | 1996 | 1997 |
| Rang  | 157  | 154  | 91   | 33   | 94   | 85   | 247  | 424  |

Source : (en) « Classements de Stephanie Rottier », sur le site officiel du WTA Tour

### En double
| Année | 1991 | 1992 | 1993 | 1994 | 1995 | 1996 |
| Rang  | 206  | -    | -    | -    | 153  | 182  |

Source : (en) « Classements de Stephanie Rottier », sur le site officiel du WTA Tour